# 1995 en musique
| \| • Retour à la chronologie générale de la musique populaire • \| |
| XXIe siècle • XXe siècle • XIXe siècle • XVIIIe siècle XVIIe siècle • XVIe siècle • XVe siècle • XIVe siècle XIIIe siècle • XIIe siècle • XIe siècle • Xe siècle IXe siècle • VIIIe siècle • Haut Moyen Âge • Rome • Grèce |
| • Retour à la chronologie générale de la musique populaire • |

| • Retour à la chronologie générale de la musique populaire • |

| Années de la musique populaire : 1992 - 1993 - 1994 - 1995 - 1996 - 1997 - 1998    |
| Décennies de la musique populaire : 1960 - 1970 - 1980 - 1990 - 2000 - 2010 - 2020 |

Cet article présente les faits marquants de l'année 1995 en musique.

## Faits marquants

### En France
- Environ 20 millions de singles et 118 millions d'albums sont vendus en France en 1995[1].
- Premiers succès de NTM (Tout n'est pas si facile) et Ophélie Winter (Dieu m'a donné la foi).
- Michel Sardou reste à l'affiche de l'Olympia du 10 janvier au 10 juin.
- Écrit par Jean-Jacques Goldman, l’album D'eux de Céline Dion reste no 1 des ventes durant 44 semaines et devient l’album francophone le plus vendu de tous les temps.
- Johnny Hallyday se produit à Bercy du 11 septembre au 1er octobre.
- Avec XXL, Mylène Farmer devient la première artiste française à entrer directement no 1 du Top 50.

### Dans le monde
- Premier succès international d'Alanis Morissette (You oughta know).
- Le phénomène des boys band prend de l'ampleur, avec le succès continu de plusieurs groupes (Boyz II Men, Take That, East 17...) et l'apparition de nouveaux (Backstreet Boys, Boyzone, Worlds Apart, 3T...).
- Janet et Michael Jackson signent le clip le plus cher de l’histoire pour la vidéo de Scream.
- Le duo de Mariah Carey et Boyz II Men, One sweet day, devient la chanson classée le plus longtemps no 1 aux États-Unis (16 semaines).
- Décès de Dean Martin.

## Disques sortis en 1995
- Albums sortis en 1995
- Singles sortis en 1995

## Succès de l'année en France (Singles)

### Chansons classées Numéro 1
Cette liste présente, par ordre chronologique, tous les titres s'étant classés à la première place du Top 50 durant l'année 1995.
- Elton John : Can you feel the love tonight
- 20 Fingers : Short dick man
- The Cranberries : Zombie
- Céline Dion : Pour que tu m'aimes encore
- John Scatman : Scatman
- Sacred Spirit : Yeha-noha
- John Scatman : Scatman's world
- Mylène Farmer : XXL
- Michael Jackson : You are not alone
- Céline Dion : Je sais pas
- Coolio : Gangsta's paradise

### Chansons francophones
Cette liste présente, par ordre alphabétique, tous les titres francophones s'étant classés parmi les 15 premières places du Top 50 durant l'année 1995.
- Alliance Ethnik : Respect
- Alliance Ethnik : Simple et funky
- Alliance Ethnik : Honesty & jalousie
- Axelle Red : Je t’attends
- Bernard Lavilliers & Jimmy Cliff : Melody tempo harmony
- Céline Dion : Pour que tu m'aimes encore
- Céline Dion : Je sais pas
- Debbie Davis : L’histoire de la vie
- Francis Cabrel : La corrida
- Francky Vincent : Fruit de la passion
- Gérald de Palmas : Sur la route
- K.O.D. : Chacun sa route
- Johnny Hallyday : J'la croise tous les matins
- Mellowman : La voix du mellow
- Mylène Farmer : XXL
- Mylène Farmer : L'Instant X
- Native : L'Air du vent
- No Sé & Ménélik : Quelle aventure
- Ophélie Winter : Dieu m'a donné la foi
- Pascal Obispo : Tombé pour elle

### Chansons non francophones
Cette liste présente, par ordre alphabétique, tous les titres non francophones s'étant classés parmi les 10 premières places du Top 50 durant l'année 1995.
- 20 Fingers : Short dick man
- 20 Fingers : Lick it
- 740 Boyz : Shimmy shake
- Ace of Base : Lucky love
- Billy Paul : Your song
- Bon Jovi : Always
- Bon Jovi : This ain’t a love song
- Boyz II Men : I’ll make love to you
- Bryan Adams : Have you ever really loved a woman?
- Coolio : Gangsta's paradise
- Diana King : Shy guy
- East 17 : Stay another day
- Edwyn Collins : A girl like you
- Elton John : Can you feel the love tonight
- Everything but the Girl : Missing
- Ini Kamoze : Here comes the hotstepper
- Janet Jackson : Whoops now
- Jimmy Cliff & Lebo M : Hakuna Matata
- John Scatman : Scatman
- John Scatman : Scatman’s world
- Kenny Dope & The Bucketheads : The bomb!
- Kylie Minogue : Confide in me
- La Bouche : Be my lover
- Les Schtroumpfs : No no no no limit
- Madonna : Secret
- Mariah Carey : Fantasy
- Masterboy : Generation of love
- Michael Jackson & Janet Jackson : Scream
- Michael Jackson : You are not alone
- Michael Jackson : Earth Song
- Mike + The Mechanics : Over my shoulder
- MN8 : I’ve got a little something for you
- N-Trance : Stayin' Alive
- Nightcrawlers : Push the feeling on
- Nightcrawlers : Surrender your love
- Queen : Heaven for everyone
- Rednex : Cotton-Eyed Joe
- Sacred Spirit : Yeha-noha
- Seal : Kiss from a Rose
- Shaggy : Boombastic
- Sheryl Crow : All I wanna do
- Sister Queen : Let me be a drag queen
- Take That : Back for good
- The Cranberries : Zombie
- The Cranberries : Ode to my family
- The Connells : '74-'75
- The Outhere Brothers : Boom boom boom
- The Presidents of the United States of America : Lump
- Tina Turner : GoldenEye
- U2 : Hold me, thrill me, kiss me, kill me
- U2 : Miss Sarajevo
- Urge Overkill : Girl, you’ll be a woman soon
- Warren G & Nate Dogg : Regulate
- Whigfield : Saturday night
- Zucchero : Il volo

## Succès de l'année en France (Albums)
Cette liste présente, par ordre alphabétique, les albums sortis en 1995 ayant obtenu une certification Platine ou Diamant en France.

### Disques de diamant (Plus d'un million de ventes)
- Céline Dion : D'eux
- Florent Pagny : Bienvenue chez moi
- Michael Jackson : HIStory
- Mozart : Requiem. Eblouissante musique sacrée
- Mylène Farmer : Anamorphosée

### Doubles disques de platine (Plus de 600.000 ventes)
- Elton John : Love songs
- Johnny Hallyday : Lorada
- Mariah Carey : Daydream
- Mike Brant : 20e anniversaire
- Queen : Made in Heaven
- Sacred Spirit : Chants et danses
- Véronique Sanson : Comme ils l'imaginent

### Disques de platine (Plus de 300.000 ventes)
- AC/DC : Ballbreaker
- Ace of Base : The bridge
- Alanis Morissette : Jagged Little Pill
- Alliance Ethnik : Simple et funky
- Bruce Springsteen : Greatest hits
- Elvis Presley : The essential collection
- Fredericks Goldman Jones : Du New Morning au Zénith
- Joe Dassin : Le meilleur
- Michel Sardou : Olympia 95
- Oasis : (What's the Story) Morning Glory?
- Pink Floyd : Pulse
- Red Hot Chili Peppers : One hot minute
- Renaud : The very meilleur of Renaud (1975/1995)
- Sol En Si 95
- Suprême NTM : Paris sous les bombes
- The Corrs : Forgiven, not forgotten
- The Smashing Pumpkins : Mellon Collie and the Infinite Sadness
- Zucchero : Spirito divino

## Succès internationaux de l’année
Cette liste présente, par ordre alphabétique, les trente titres et albums ayant eu le plus de succès dans les charts internationaux en 1995,.

### Singles
- Annie Lennox : No more "I love you's"
- Bon Jovi : This ain't a love song
- Bryan Adams : Have you ever really loved a woman?
- Celine Dion : Think twice
- Coolio : Gangsta's paradise
- Diana King : Shy guy
- Ini Kamoze : Here comes the hotstepper
- John Scatman : Scatman
- La Bouche : Be my lover
- Madonna : Take a bow
- Madonna : You'll See
- Mariah Carey : All I want for Christmas is you
- Mariah Carey : Fantasy
- Mariah Carey & Boyz II Men : One sweet day
- Mc Sar & The Real McCoy : Run away
- Michael Jackson & Janet Jackson : Scream
- Michael Jackson : You are not alone
- Michael Jackson : Earth Song
- N-Trance : Stayin' Alive
- Nicki French : Total eclipse of the heart
- Seal : Kiss from a Rose
- Shaggy : Boombastic
- Simply Red : Fairground
- Take That : Back for good
- The Rembrandts : I'll be there for you
- TLC : Waterfalls
- TLC : Creep
- U2 : Hold me, thrill me, kiss me, kill me
- Vanessa Lynn Williams : Colors of the wind
- Whitney Houston : Exhale (Shoop Shoop)

### Albums
- AC/DC : Ballbreaker
- Alanis Morissette : Jagged Little Pill
- Annie Lennox : Medusa
- Bjork : Post
- Bon Jovi : These days
- Bruce Springsteen : Greatest hits
- Elton John : Love songs
- Enya : The memory of trees
- Esprits rebelles
- Garbage : Garbage
- Garth Brooks : The hits
- Hootie & The Blowfish : Cracked rear view
- Live : Throwing Copper
- Janet Jackson : Design of a Decade: 1986–1996
- Madonna : Something to Remember
- Mariah Carey : Daydream
- Michael Jackson : HIStory
- Oasis : (What's the Story) Morning Glory?
- Pink Floyd : Pulse
- Portishead : Dummy
- Pulp : Different Class
- Queen : Made in Heaven
- Radiohead : The Bends
- Red Hot Chili Peppers : One hot minute
- Simply Red : Life
- Take That : Nobody else
- The Beatles : Anthology 1
- The Smashing Pumpkins : Mellon Collie and the Infinite Sadness
- The Rolling Stones : Stripped
- TLC : CrazySexyCool

## Récompenses
- États-Unis : 38e cérémonie des Grammy Awards
- États-Unis : American Music Awards 1995 (en)
- États-Unis : 1995 MTV Video Music Awards (en)
- Europe : MTV Europe Music Awards 1995
- Europe : Concours Eurovision de la chanson 1995
- France : 11e cérémonie des Victoires de la musique
- Québec : 17e gala des prix Félix
- Royaume-Uni : Brit Awards 1995

## Formations et séparations de groupes
- Groupe de musique formé en 1995
- Groupe de musique séparé en 1995

## Naissances
- 6 mars : Aimyon,  chanteuse et parolière japonaise.
- 10 mai : Aya Nakamura, chanteuse malienne
- 5 juin : Troye Sivan, chanteur, acteur australo-sud-africain.
- 15 juin : Tash Sultana, autrice-compositrice-interprète australienne
- 22 août : Dua Lipa, chanteuse britannique.
- 24 septembre : Meryl, rappeuse martiniquaise.
- 13 novembre: Misha Miller, chanteuse moldave.
- 3 décembre : Angèle, chanteuse belge.
- 20 décembre : Irama né Filippo Maria Fanti (1995-) chanteur italien.

## Décès
- 18 février : Bob Stinson, guitariste de The Replacements.
- 23 février : Melvin Franklin, chanteur de The Temptations.
- 8 mars : Ingo Schwichtenberg, membre des Helloween.
- 21 mars : Tony Monopoly, chanteur australien.
- 26 mars : Eazy-E, membre du groupe NWA.
- 31 mars : Selena, chanteuse de pop latine.
- 4 avril : Priscilla Lane, actrice et chanteuse américaine.
- 14 avril : Burl Ives, chanteur et acteur américain.
- 25 avril : Ginger Rogers, chanteuse, danseuse et actrice américaine.
- 8 mai : Teresa Teng, chanteuse chinoise.
- 16 mai : Lola Flores, chanteuse, danseuse et actrice espagnole.
- 14 juin : Rory Gallagher, chanteur du groupe Taste.
- 9 août : Jerry Garcia, membre des groupes Grateful Dead et Legion of Mary.
- 19 août : Pierre Schaeffer, compositeur français.
- 23 août : Dwayne Goettel, membre du groupe Skinny Puppy.
- 26 août : Ronald White, parolier et membre du groupe The Miracles.
- 30 août :
  - Sterling Morrison, membre du groupe The Velvet Underground.
  - Agepê, chanteur brésilien.
- 19 octobre : Don Cherry, jazzman trompettiste.
- 21 octobre : Shannon Hoon, membre de Blind Melon.
- 21 octobre : Maxene Angelyn Andrews, membre du groupe The Andrews Sisters.
- 17 novembre : Alan Hull, membre du groupe Lindisfarne.
- 25 décembre : Dean Martin, acteur et chanteur américain.